# Elsa Artadi
Elsa Artadi i Vila, född 1976 i Barcelona, är en spansk politiker och ekonom. Hon har varit generaldirektör för Tributos y Juego ("skatter och spel") i Generalitat de Catalunya.

## Biografi
Artadi har licentiat- och masterexamen i ekonomi vid Universitat Pompeu Fabra. Artadi doktorerade vid Harvard University. Perioden 2006 till 2011 undervisade hon i ekonomi vid Università Bocconi i Milano. Samtidigt var hon lärare vid ett kinesiskt universitet och var ledamot av Världsbankens vetenskapliga kommitté i Casablanca, Marocko, konsult för Världsbanken i Washington, D.C. och ledamot i den vetenskapliga kommittén för European Economic Association.
Artadi började vid Generalitat de Catalunya 2011 som rådgivare inom Kataloniens ekonomidepartement, då under ledning av consejero Andreu Mas-Colell.
I Parlamentsvalet i Katalonien 2017 ställde hon upp för Junts per Catalunya som valkampanjledare och blev vald som deputerad i Barcelonas valkrets under XII legislaturen i Katalonien.